# Antepione tiselaaria
Antepione tiselaaria är en fjärilsart som beskrevs av Dyar 1912. Antepione tiselaaria ingår i släktet Antepione och familjen mätare. Inga underarter finns listade i Catalogue of Life.

## Bildgalleri

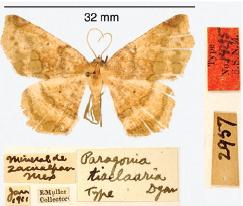
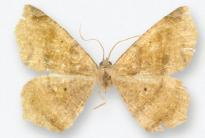
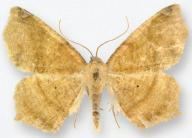